# Ogasawara Kensho
Kensho Ogasawara (sinh ngày 26 tháng 3 năm 1995) là một cầu thủ bóng đá người Nhật Bản.

## Sự nghiệp câu lạc bộ
Kensho Ogasawara đã từng chơi cho YSCC Yokohama.